# 三重県立桑名西高等学校
三重県立桑名西高等学校（みえけんりつくわなにしこうとうがっこう）は三重県桑名市に位置する三重県立高等学校。全日制の課程に、普通科を設置している。
校舎は桑名市、グラウンドの大半は四日市市に所在する。通称は桑西（くわにし）である。

## 沿革
- 1972年（昭和47年）3月31日 - 三重県立桑名西高等学校全日制設立の旨公布。
- 1972年（昭和47年）4月10日 - 開校式挙行。
- 1972年（昭和47年） 6月4日 - 創立記念日制定。
- 1974年（昭和49年）10月5日 - 校歌制定。
- 2004年（平成16年） 4月1日 - 修学クラス設置。

## 教育組織
全日制の課程
- 普通科

コース
- 1年では、一般、修学がある。
- 2年では、一般文系(芸術 数学B) 理系(生物 物理)修学文系・理系がある。
- 3年では一般・進学文系、一般・進学理系、修学文系・理系があり、さらに自分の受ける授業の選択も細かくある。

## 教育方針
1. 高校教育が青年期あるいは成人への橋渡しを担っていることを自覚し、生徒が自らの生き方を考え、自らの意思と努力によって自己実現を図るように指導します。
2. 生徒が学校生活を通して、自らの生き方を実現するために必要となる力（知識、判断力、表現力、技術、体力等）を幅広く獲得するよう指導します。
3. 生徒集団（ホームルーム、部活動、学年、生徒会等）の諸活動がひとり一人の生徒に与える教育的効果を高めるために、これらに積極的に参加させ、他者との協働や交流によって社会性と主体者意識を育てます。
4. 生徒たちが生きていく今後の社会は「人権、環境、平和」の3つの課題がいよいよ重大なものとなってくるという自覚を持ち、本校教育のあらゆる場面で取り組みを進めていきます。

## 学校行事
- 4月 - 校外学習（遠足）
- 6月 - 体育祭
- 7月 - クラスマッチ
  - 3日間行われる。
- 9月 - 西校祭（文化祭）
  - 校内発表、舞台発表の2日間行われる。
- 11月 修学旅行 九州2泊3日
- 3月 - クラスマッチ
  - 3日間行われる。

## 部活動

### 運動クラブ
軟式テニス(女子)、柔道、サッカー、硬式野球、卓球、硬式テニス、バレーボール、陸上競技、バドミントン、剣道、バスケットボール、カヌー
全国高等学校野球選手権大会出場歴
- 1997年（第79回）

選抜高等学校野球大会出場歴
- 1994年（第66回、ベスト4）
- 1997年（第69回）

三重県内で唯一の部
- カヌー部は、三重県内唯一の部である。

### 文化クラブ
被服、茶道、美術、コンピュータ、演劇、吹奏楽、書道、華道、調理、音楽、放送、ESS、イラスト ダンス愛好会 

### サークル
人権サークル、ダンスサークル

## 交通アクセス
通学時間と下校時には、大山田団地、暁学園前駅、ネオポリス方面のスクールバスが運行される。自転車は桑名側坂道の途中に、四日市側はクラブハウス裏に駐輪場がある。
- JR関西本線・近鉄名古屋線・養老鉄道養老線 桑名駅より八風バスで「桑名西高校」下車。
- 三岐鉄道三岐線 暁学園前駅より三岐バス桑名西高校行きで終点「桑名西高校」下車。

## 出身著名人
- 佐久間重光（競輪選手、日本競輪選手会理事長）
- 水野裕都（プロ野球・中日ドラゴンズコンディショニング担当）
- 宮武紗里 元（東海テレビアナウンサー）

## その他
学校周辺は急な坂道で、以前生徒が運転する自転車が地元住民に衝突する事故が発生したため、生徒は学校周辺の一部区間、自転車に乗車してはならない。
桑名側の階段は建設業に就職した卒業生が製作したもので、階段の段と段の間隔が広く、不等間隔であったため後に改修工事が行われた。
桑名市と四日市市の境界にあるため桑名警察署と四日市北警察署で所轄警察署が異なる。